# Antonio Vegni
Antonio Vegni (Montegiovi, 30 luglio 1686 – Piancastagnaio, 15 agosto 1744) è stato un vescovo cattolico italiano.

## Biografia
Nato il 30 luglio 1686 a Montegiovi, presso Castel del Piano sul monte Amiata, venne ordinato sacerdote il 19 settembre 1710 e fu poi nominato vicario generale a Pesaro, a Viterbo e a Montefiascone. Nominato vescovo di Sovana da papa Clemente XII il 16 novembre 1739, ricevette l'ordinazione episcopale il successivo 30 novembre dal cardinale Giovanni Antonio Guadagni, co-consacranti Joaquín Fernández de Portocarrero, patriarca titolare di Antiochia dei Latini, e l'arcivescovo Filippo Carlo Spada, vicegerente della diocesi di Roma.
Morì il 15 agosto 1744 a Piancastagnaio, dove si trovava per la visita pastorale, e fu sepolto nella locale chiesa di Santa Maria Assunta.

## Genealogia episcopale
La genealogia episcopale è:
- Cardinale Scipione Rebiba
- Cardinale Giulio Antonio Santori
- Cardinale Girolamo Bernerio, O.P.
- Arcivescovo Galeazzo Sanvitale
- Cardinale Ludovico Ludovisi
- Cardinale Luigi Caetani
- Cardinale Ulderico Carpegna
- Cardinale Paluzzo Paluzzi Altieri degli Albertoni
- Cardinale Flavio Chigi
- Papa Clemente XII
- Cardinale Giovanni Antonio Guadagni, O.C.D.
- Vescovo Antonio Vegni